# La strada lunga un anno
La strada lunga un anno (br: O Longo Caminho de Um Ano) é um filme de drama ítalo-iugoslavo de 1958 dirigido e escrito por Giuseppe De Santis. 
Rebatizado em inglês como The Road a Year Long, foi indicado ao Oscar de melhor filme estrangeiro na edição de 1959, representando a Iugoslávia.

## Elenco
- Silvana Pampanini - Giuseppina Pancrazi
- Eleonora Rossi Drago - Susanna
- Massimo Girotti - Chiacchiera (Naklapalo)
- Bert Sotlar - Guglielmo Cosma (Emil Kozma)
- Ivica Pajer - Lorenco
- Milivoje Živanović - Davide
- Gordana Miletić - Angela
- Nikša Stefanini - David
- Hermina Pipinić - Agneza
- Lia Rho-Barbieri - Roza
- Antun Vrdoljak - Bernard